# Coregonus baunti
Coregonus baunti – ryba z rodzaju Coregonus z rodziny łososiowatych (Salmonidae).

## Taksonomia
Obecnie zwykle klasyfikowana jest w randze gatunku C. baunti, wcześniej jako podgatunki C. sardinella baunti lub C. lavaretus baunti.
Nazwa Coregonus baunti bywała błędnie używana przez niektórych autorów w odniesieniu do Coregonus lavaretus. Polska nazwa sielawa północna użyta w książce Ryby słodkowodne F. Terofala i C. Militza (1997, tłumaczenie z j. niemieckiego), prawdopodobnie dotyczy któregoś z taksonów tradycyjnie wliczanych do Coregonus lavaretus, gdyż autorzy opisują ten gatunek jako występujący w niektórych jeziorach Szwecji i w północnej Rosji.

## Występowanie
Syberia (Rosja). Znana z jezior znajdujących się w systemie rzek Cypikan–Cypa w dorzeczu Witimu, w tym z jeziora Baunt.